# Luan Krasniqi
Luan Krasniqi (ur. 10 maja 1971 w Juniku) – niemiecki bokser wagi ciężkiej o albańskim pochodzeniu.

## Kariera amatorska
Jako kilkunastoletni chłopiec przeniósł się z rodzicami z Kosowa do Rottweil w Niemczech, gdzie rozpoczął swoją bokserską karierę. W latach 1994 i 1995 był amatorskim mistrzem Niemiec w wadze ciężkiej. W 1995 zdobył srebrny medal na mistrzostwach świata w Berlinie, przegrywając w finale z Félixem Savónem. Rok później zdobył złoty medal na mistrzostwach Europy w Vejle. W tym samym roku na igrzyskach olimpijskich w Atlancie zdobył brązowy medal. W półfinale miał okazję ponownie zmierzyć się z Savónem, ale nie przystąpił do pojedynku z powodu kontuzji.

## Kariera zawodowa
Krasniqi rozpoczął karierę zawodową w 1997. Po wygraniu swoich pierwszych dziewiętnastu walk dostał szansę walki o wakujące mistrzostwo Europy. 5 stycznia 2002 pokonał na punkty Rene Monsego i zdobył tytuł. Jednak już w następnej walce stracił go, przegrywając z Przemysławem Saletą. Krasniqi zrezygnował z walki i nie wyszedł na ring w dziewiątej rundzie, mimo że do tego momentu prowadził na punkty.
Rok później zrewanżował się Salecie, wygrywając z nim już w pierwszej rundzie. Odzyskał też tytuł mistrza Europy, 14 lutego 2004 pokonując na punkty po bardzo wyrównanym pojedynku Sinana Şamila Sama.
Po stoczeniu kolejnych trzech walk (druga wygrana z Monsem, remis z Timo Hoffmannem oraz zwycięstwo z Lance’em Whitakerem) dostał szansę walki o mistrzostwo świata organizacji WBO. 28 września 2005 zmierzył się z Lamonem Brewsterem. Krasniqi przegrał przez techniczny nokaut w dziewiątej rundzie. Rundę wcześniej był liczony po bardzo silnym uderzeniu Brewstera.
W swoim jedynym pojedynku w 2006, po słabym występie, wygrał na punkty z przeciętnym bokserem, Davidem Bostice’em. 17 marca 2007 wygrał z Amerykaninem Brianem Minto. To zwycięstwo dawało mu dużą szansę na ponowną walkę o mistrzostwo świata organizacji WBO. Jednak 14 czerwca, w pojedynku eliminacyjnym tej organizacji, został pokonany przez techniczny nokaut w piątej rundzie przez Amerykanina Tony’ego Thompsona.
15 listopada 2008 został znokautowany w trzeciej rundzie przez Aleksandra Dimitrenko, mimo iż po dwóch pierwszych rundach wygrywał pojedynek na punkty. 29 grudnia 2011 zdecydował się zakończyć karierę.